# Utsökningsväsendet
Utsökningsväsendet är en sammanfattande benämning på den myndighet som ser till att skatter och andra obetalda skulder blir betalda. Det sker genom utmätning. Utsökningsväsendet handhar normalt även andra tvångsverkställigheter, som vräkning.

## Sverige
I Sverige är Kronofogdemyndigheten en statlig myndighet, som arbetar med att se till att obetalda skulder blir betalda. Fram till halvårsskiftet 2006 fanns det 10 kronofogdemyndigheter med Skatteverket som chefsmyndighet, men den 1 juli 2006 slogs kronofogdemyndigheterna samman till en enda rikstäckande myndighet och 1 januari 2008 skildes denna organisatoriskt från Skatteverket.
Under perioden 1918-1964 sköttes utsökningsväsendet i stora delar av Sverige, inklusive all landsbygd, av landsfiskalerna, medan en del städer hade egna stadsfogdar. Den 1 januari 1965 ersattes detta system med en enhetlig indelning av Sverige i 81 kronofogdedistrikt.

## Finland
I Finland är utsökningsväsendet organiserat i 22 utsökningsdistrikt med en utsökningsmyndighet i varje. I härader som utgörs av större städer är utsökningsmyndigheterna självständiga ämbetsverk, häradets exekutionsverk, i övriga härader utgörs de av en exekutionsavdelning inom häradsämbetet, till vilket också kan höra polis, åklagare och magistrat. Utmätningsmän (den svenska kronofogdens motsvarighet) är häradsfogdar, länsmän och landskapsfogden på Åland. Den högsta ledningen för utsökningsväsendet ankommer på justitieministeriet. Regional myndighet är regionalförvaltningsverken.

## Norge
Motsvarigheten till kronofogdemyndigheten i Norge är namsmannen, ett ämbete som sedan 2007 utövas av polisväsendet. Namsmannen är den enda myndighet i Norge som kan använda tvång eller våld för att genomdriva civila krav. Ämbetets uppgifter utförs normalt vid länsmanskontoren och polisstationerna och länsmannen respektive polisstationschefen är namsmann. I Oslo är dock namsfogden en egen myndighet direkt underställd politidirektoratet, den norska rikspolisstyrelsen. Särskilda namsfogdedistrikt finns även i Bergen, Trondheim och Stavanger. På Svalbard är det sysselmannen på Svalbard som är namsmann. Den som har delegerats tvångsverkställighetskompetens kallas namsfullmektig. Beslut om tvångsverkställighet fattas av namsmannen och tingsrätten; i Oslo är det dock Oslo byfogdembete, en av Oslos två domstolar i första instans som träder i tingsrättens ställe. Statens innkrevingssentral är en statlig myndighet som handlägger statliga fordringar. Den är mer att jämställa med ett inkassobolag och låter namsmannen sköta tvångsåtgärder.

## Danmark
I Danmark motsvaras kronofogdemyndigheten av fogderätten vilken är en avdelning vid var och en av Danmarks 24 byrätter. Domaren i fogderätten kallas under sin ämbetsutövning för foged. Tillhör handläggaren den administrativa personalen kallas denne för kontorsfoged.

## Schweiz
Motsvarigheten till kronofogdemyndigheten i Schweiz är Betreibungsamt (indrivningsmyndigheten) vilken är en kantonal eller i vissa fall kommunal myndighet.

## England
I England utförs utmätning på uppdrag av det engelska domstolsverket, kommuner och hyresvärdar, av privata företag med personal som är Certified Enforcement Agents (legitimerade utmätningsmän). Dessa används även av kommuner och domstolsverk för att verkställa arresteringsorder. Tvångsverkställighet av exekutionstitlar fastställda av den engelska tingsrätten sker genom County court bailiffs (tingsrättsfogdar), vilka är tjänstemän vid det engelska domstolsverket. De är också stämningsmän och verkställer arresteringsorder som gäller domstolsinställelse eller domstolsprocedurer. High Court enforcement officers är anställda av privata företag för att verkställa exekutionstitlar utfärdade av High Court of Justice (hovrätten).

## Skottland
I Skottland är kronofogdepersonalens motsvarighet dels Sheriff officer, en person som agerar på uppdrag av den lokala sheriffdomstolen, dels Messenger-at-arms som agerar på uppdrag av Court of Session, Skottlands högsta civilmålsdomstol. Både sheriff officers och messenger-at-arms är anställda av privata företag och tar ut avgifter enligt en officiellt fastställd taxa.

## USA
De lagar som reglerar utsökningsväsendet är olika i var och en av USA:s femtio delstater. Generellt finns det dock två vitt skilda motsvarigheter till utmätning och verkställighet i landet. Dels laga självtäkt, dels tvångsverkställighet genom offentlig myndighet. Laga självtäkt (repossesion) genomförs en av ägare gentemot en besittningshavare, till exempel av ett företag som sålt en vara på avbetalning till en köpare som inte fullgjort sin betalningsskyldighet. Självtäkten genomförs vanligen av på ägarens uppdrag av ett företag som specialiserat sig på sådan verksamhet. Ett liknande självtäktsförfarande grundat på common law (distraint) av en hyresvärd gentemot en hyresgäst vilken inte betalat sin hyra har i de flesta delstater ersatts av rättssäkrare procedurer. Tvångsverkställighet genom offentlig myndighet kan ske sedan den lokala domstolen utfärdat en writ of execution (verkställighetsorder) till förmån för den vinnande parten enligt dom om betalning. Ordern är ställd till den lokale sheriffen och genomförs i form av utmätning (seizure), exekutiv försäljning (sheriff's sale), löneutmätning (garnishment) och liknande. Repossession kan även ske genom sheriffen i ett förfarande som inte föregås av ett domstolsbeslut.

### Översättning
Den här artikeln är helt eller delvis baserad på material från norska Wikipedia (bokmål/riksmål), Namsfogd, 17 juni 2014.
Den här artikeln är helt eller delvis baserad på material från finskspråkiga Wikipedia.
Den här artikeln är helt eller delvis baserad på material från engelskspråkiga Wikipedia, Distraint, 15 januari 2016.